# Lockheed C-130 Hercules
Lockheed C-130 Hercules je americký vojenský čtyřmotorový turbovrtulový transportní letoun, který vznikl a byl původně vyráběn firmou Lockheed (nyní Lockheed Martin). Je schopen provozu z nezpevněných drah a původně byl navržený jako nákladní letoun k přepravě vojsk a zraněných. Všestranný drak letounu našel uplatnění v celé řadě dalších rolí jako letoun palebné podpory (AC-130), pro útoky na pozemní cíle, pátrání a záchrana, výzkumný a meteorologický letoun, létající tanker, námořní hlídkový letoun a hasicí letoun. V současné době slouží jako hlavní taktický transportní letoun v mnoha letectvech po celém světě. Přes 40 jeho variant slouží asi v šedesáti zemích, včetně civilních verzí značených jako Lockheed L-100. Letoun je průkopníkem taktického použití a je považován za nejdůležitější transportní letoun vůbec.
V USA C-130 vstoupil do služby v roce 1956, následovala Austrálie a mnoho dalších zemí. Během let služby se série letounů Hercules účastnila četných vojenských, civilních a humanitárních operací. V roce 2007 se C-130 se stal pátým letadlem, který u původního uživatele, amerického letectva, slouží 50 let nepřetržité služby. C-130 Hercules je nejdéle nepřetržitě vyráběným vojenským letadlem po více než 70 let – modernizovaný Lockheed Martin C-130J Super Hercules je v současné době stále vyráběn.

## Vývoj

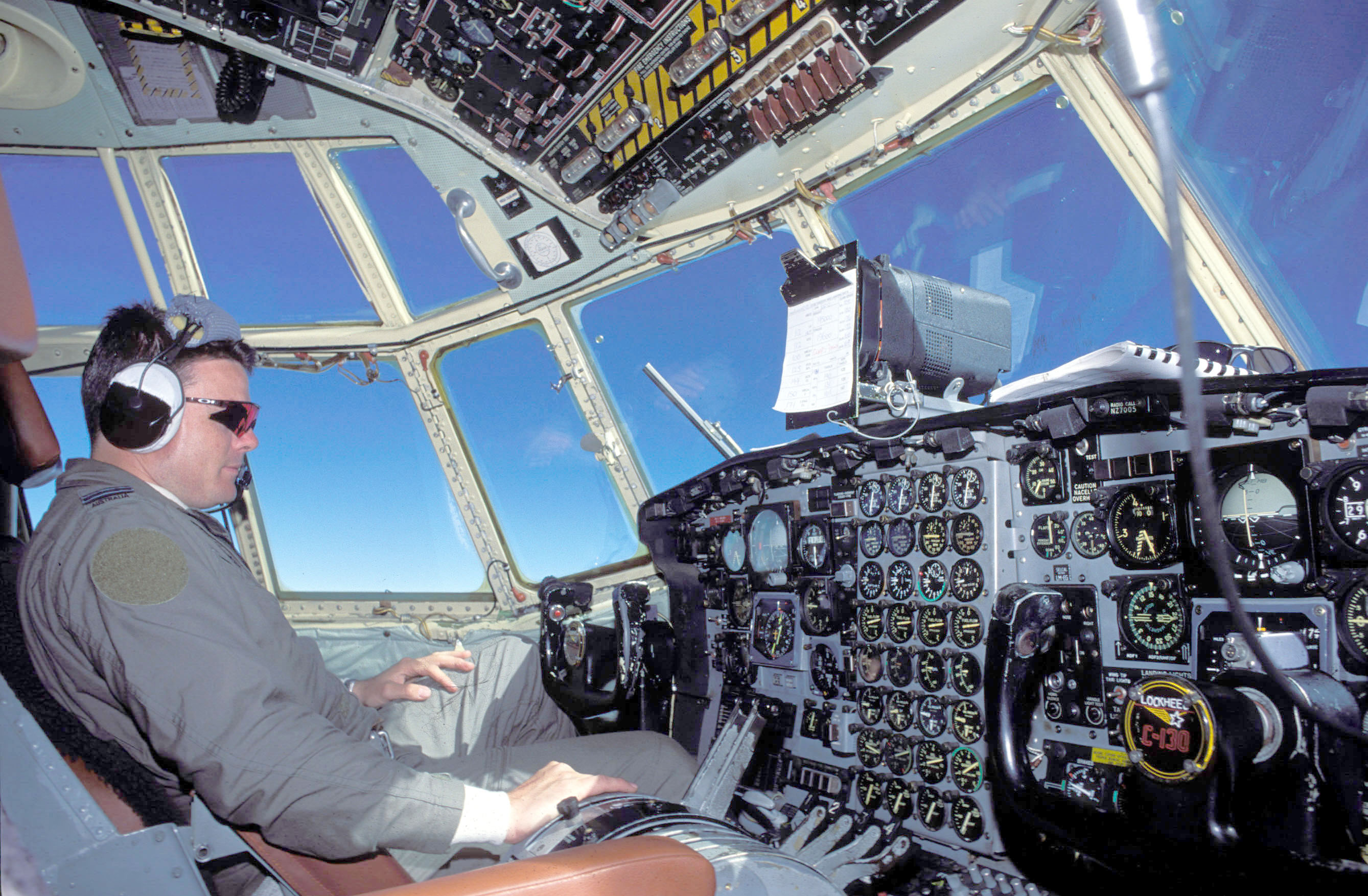
Kokpit stroje C-130H Hercules

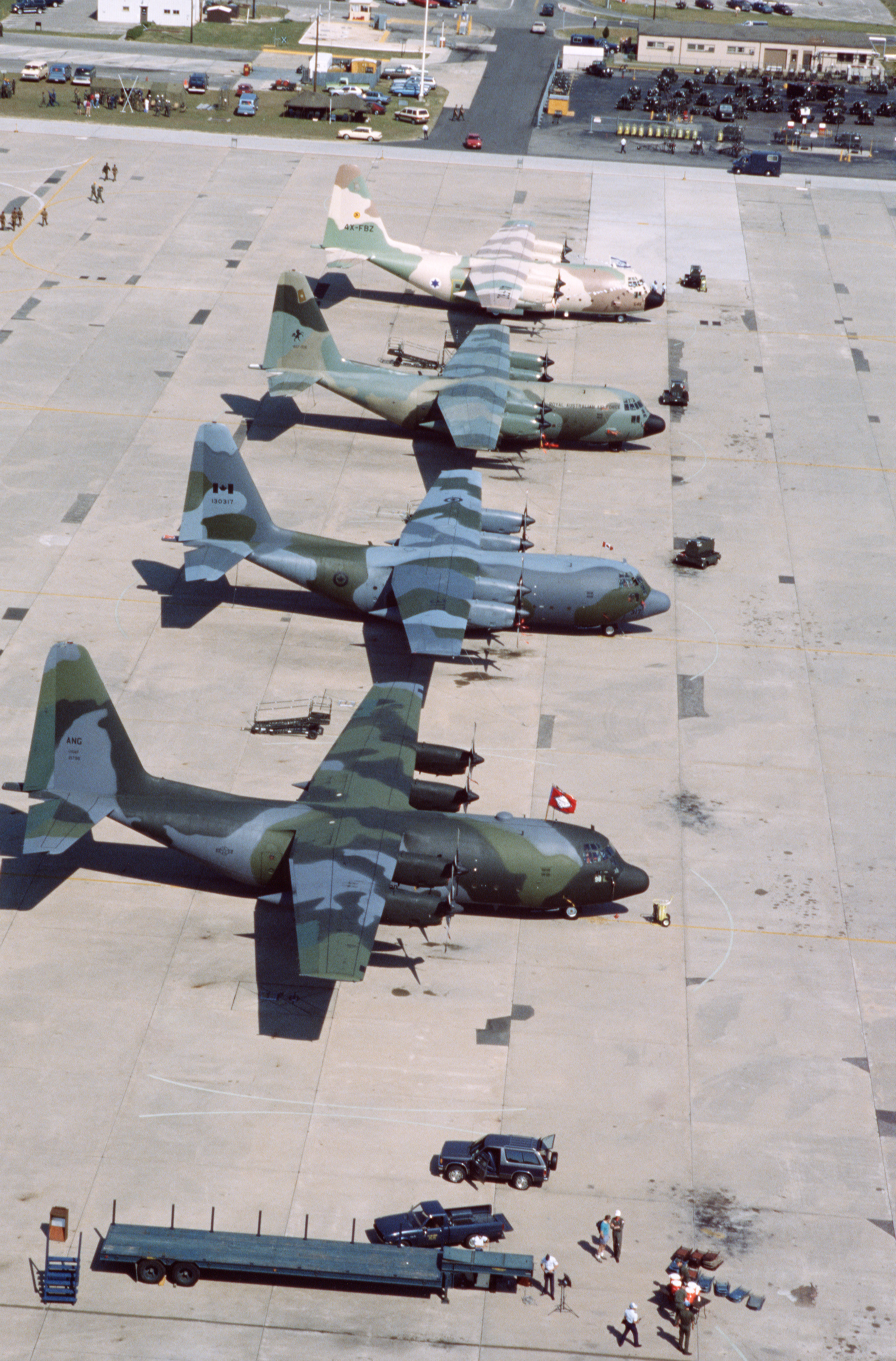
Letouny C-130 ve službách: USA, Kanady, Austrálie a Izraele (odpředu dozadu)

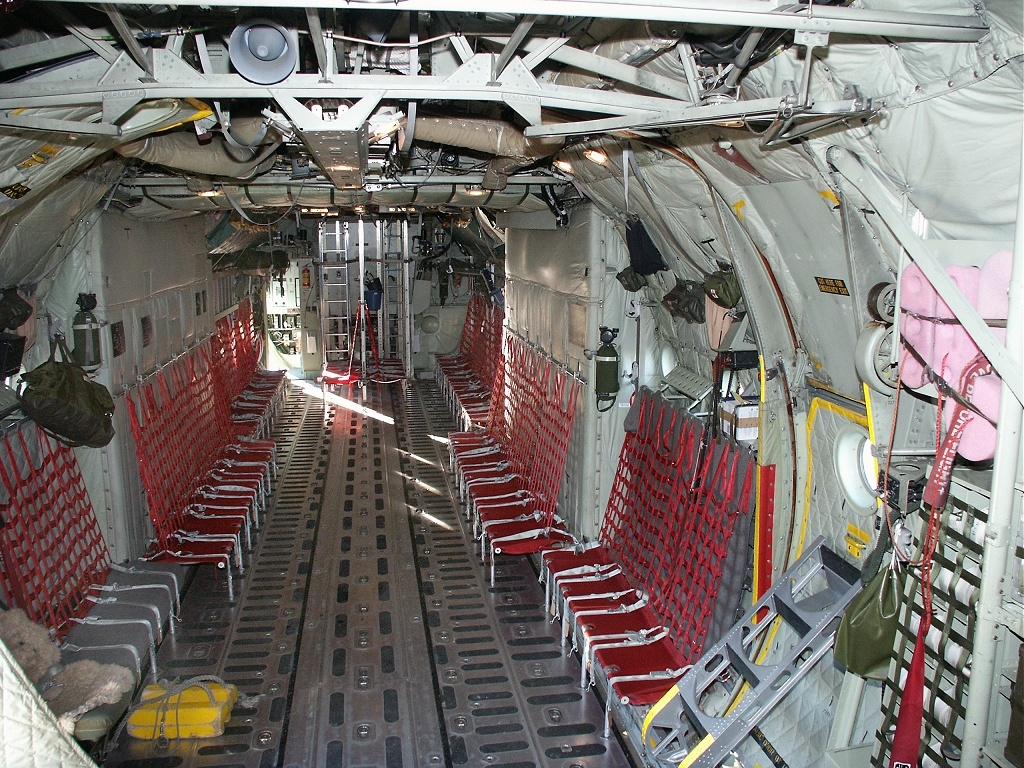
Nákladový prostor letounu C-130 švédského letectva

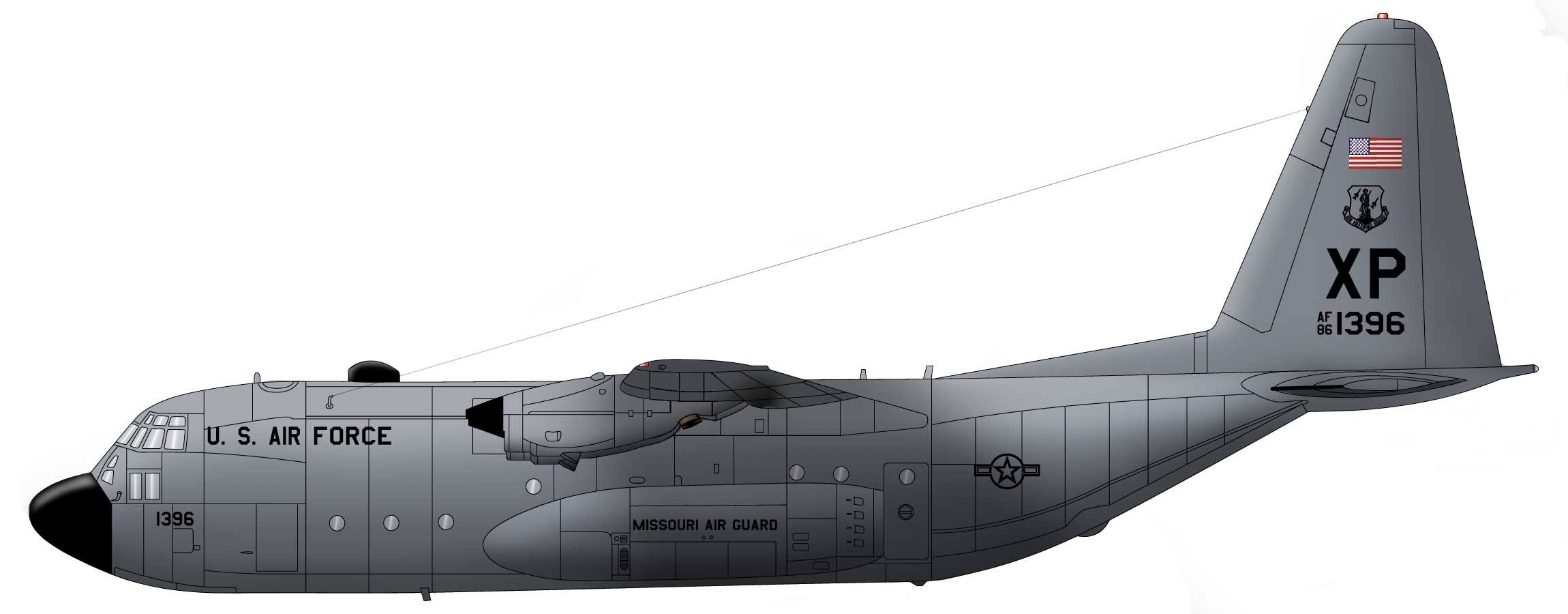
C-130H, Missouri Air National Guard, USAF

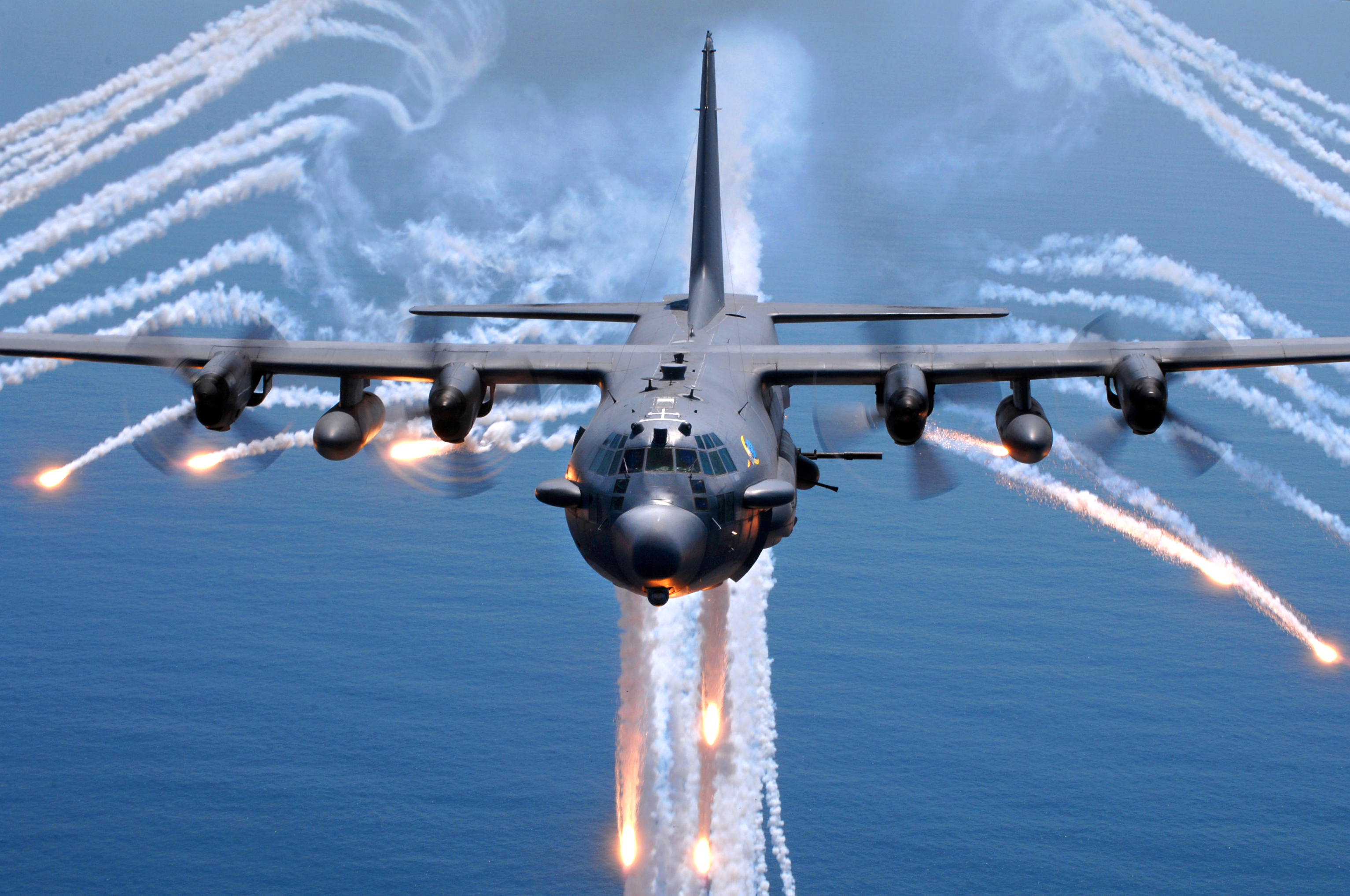
AC-130H Spectre

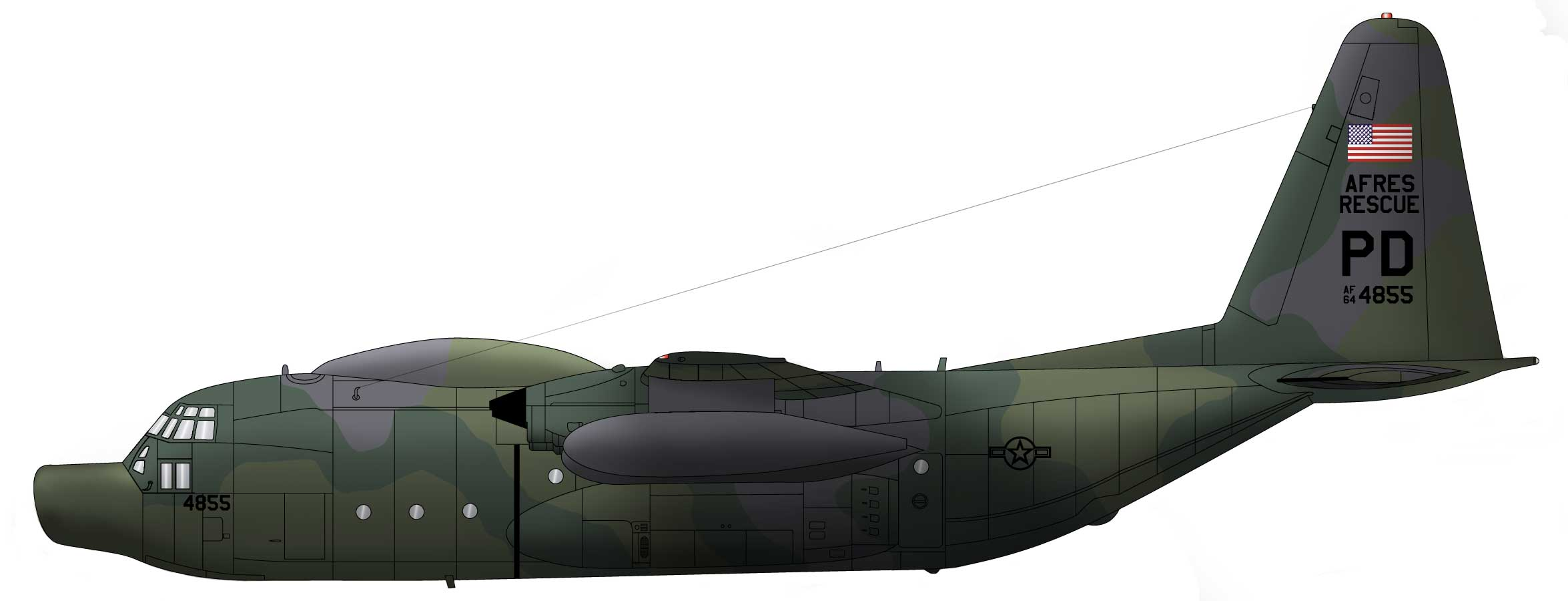
HC-130 (68-4855), United States Air Force Reserve

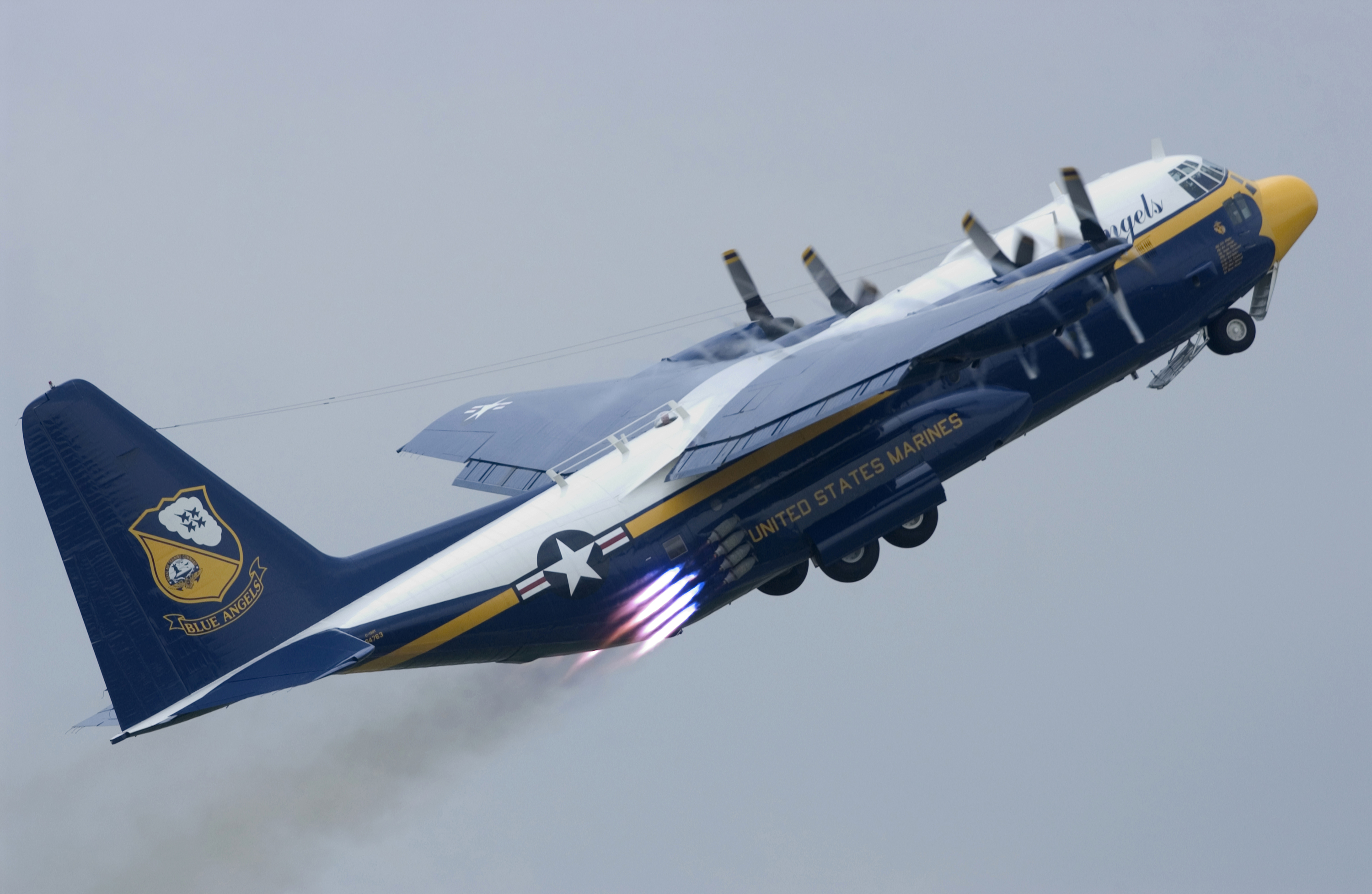
C-130T Hercules akrobatické skupiny Blue Angels

Vývoj začal v roce 1951 a v srpnu roku 1954 vzlétl první prototyp YC-130. Byl jím hornoplošník se čtyřmi turbovrtulovými motory Allison T56-A-1, každý o výkonu 2423 kW, pohánějící třílisté vrtule.
První sériový C-130A vzlétl 7. dubna 1955. 231 kusů typu C-130A s novým meteorologickým radarem v zadní části trupu a silnějšími motory T56-A-1A o výkonu 2796 kW (později T56-A-9) bylo dodáno mezi prosincem 1956 a únorem 1959. Základní zásobu paliva 19885 l bylo možno rozšířit o dvě nádrže pod křídlem, každou o 1705 l. Dvanáct těchto letounů zakoupilo australské letectvo RAAF, sloužily rovněž ve vojenském letectvu Čadu.
AC-130A byl první ozbrojený letoun Hercules přímé palebné podpory, vyzbrojený čtyřmi čtyřhlavňovými rotačními kulomety GAU-2 Minigun ráže 7,62 mm a čtyřmi koncepčně shodnými kanóny M61 Vulcan ráže 20 mm. Zkušebně létal i s houfnicí ráže 105 mm. Vznikly přestavbou sériových C-130A a JC-130A s motory Allison T56-A-1A o výkonu po 2796 kW. V říjnu 1967 uskutečnil první bojový let nad územím Vietnamu. AC-130A byly nasazeny také v operaci „Just Cause“ v Panamě. Celkem USAF převzalo 18 kusů.
Úspěšné nasazení AC-130A vedl v letech 1971-72, v rámci programu Pave Spectre k přestavbě 11 sériových C-130E na ozbrojené AC-130E. Měly instalováno mohutnější pancéřování a pokročilejší avioniku. Jeden z nich byl sestřelen, zbylé stroje prošly v roce 1973 konverzí na typ AC-130H.
Z původních C-130A bylo 12 strojů přestavěno na speciální arktické dopravní letouny C-130D s kombinovaným kolovým a lyžovým podvozkem, speciální výstrojí a zvětšenou zásobou paliva. V těžkých podmínkách se při vzletu používají pomocné raketové motory JATO.
Výlučně transportní verze C-130B se zvětšeným objemem palivových nádrží o 6472 l, motory T56-A-7 o výkonu 3020 kW a čtyřlistými vrtulemi byla dodávána od června 1959. Vedle USAF byly zakoupeny vojenským letectvem Kanady RCAF, Indonésie, Pákistánu a Jihoafrické republiky, kde byly zařazeny u 28. squadrony SAAF. USAF již vyřadila všechny stroje C-130A/B, menší počet byl renovován a prodán novým provozovatelům, jako např. Botswana, Rumunsko a Řecko, kde sloužily u jednotky 356 MTM.
Z modelu "B" vychází nosič pohonných látek pro tankování paliva za letu GV-1, určený pro US Marine Corps.
V 70. letech byl vyroben prototyp s dvouproudovými motory, projekt byl však ukončen.
V srpnu 1961 byl zalétán prototyp varianty C-130E se zesílenou konstrukcí, sériové stroje byly dodávány od dubna 1962. Pohon zajišťovala čtveřice motorů T56-A-7 a bylo již instalováno zařízení pro doplňování paliva za letu. Letouny do své výzbroje zařadilo letectvo Kanady, Íránu, Turecka, Brazílie u jednotek 1°/1° GT, 1°/6° G.Av. a u 37. squadrony v Austrálii.
Třicet strojů pod označením EC-130E bylo upraveno pro potřeby velení a elektronického boje.
Následující typ C-130H poháněly výkonnější motory Allison T56-A-17 o výkonu po 3608 kW. Stroje sloužily v RAAF u 36. squadrony, v Dánském královském letectvu u Eskadrille 731, u vojenského letectva Alžíru, Argentiny a Belgie, Malajsie obdržela dva kusy pro námořní hlídkování, ve Španělsku v jednotce Escuadron 312 v Zaragoze.
Verze C-130H-30 měla nákladní prostor prodloužen z 12,22 m na 16,79 m, což umožnilo přepravu buď 128 běžně vybavených vojáků, nebo 98 výsadkářů. Do výzbroje je zařadilo např. letectvo Kamerunu nebo francouzská Armée de l'Air u jednotky ET 2/61.
EC-130H Hercules byl typ určený k rušení nepřátelského spojení na bojišti mimo dosah nepřátelské obrany.
Pro vzdušnou palebnou podporu byl určen další typ Lockheed AC-130H Hercules Spectre s pohonem čtyř motorů Allison T-56-A-15, zařízením pro vyhledávání a zaměřování cílů s možností doplňování paliva za letu. Nesl hlavňovou výzbroj v podobě jednoho kanónu Bofors L-60 ráže 40 mm, houfnici M-102 ráže 105 mm a dva šestihlavňové kanóny Vulcan se sníženou kadencí. Proti účinkům odvetné palby ze země jsou důležité části letounu chráněny kombinací pancéře a zástěnami z houževnatých kompozitních materiálů. Jeden z těchto strojů byl použit v roce 1983 při intervenci na Grenadu. 25. října se ještě za tmy objevil nad přistávací dráhou letiště Point Salines. Po zjištění postavení obrany letiště zaútočil palubními zbraněmi, pak následoval výsadek námořní pěchoty z dalších Herculesů. Během následujícího dne Spectre pokračoval v ostřelování pozemních cílů. V roce 1989 operovaly nad Panamou a účastnily se i akce „Desert Storm“ v Perském zálivu v roce 1991. Proti iráckým pozemním cílům bylo v nočních operacích nasazeno 5 AC-130H. Jeden z nich se zřítil v lednu 1991, další byl ztracen nad Somálskem v roce 1994. V rámci operace „Deliberate Force“ v roce 1995 se zúčastnily také 13 bojových letů nad Bosnou v okolí města Sarajevo.
Zatím poslední variantou k vedení přímé palebné podpory je AC-130U Spectre. 12 strojů vzniklo přestavbou sériových C-130H-2 u firmy Rockwell. Letové zkoušky započaly v únoru 1991, v srpnu téhož roku se uskutečnily první ostré střelby. Nový televizní systém byl se zpožděním dodán v prosinci 1993, proto se další fáze zkoušek, noční střelby, uskutečnily až v červenci 1994. Hlavňová výzbroj sestává z jednoho pětihlavňového rotačního kanónu GAU-12U ráže 25 mm, kanónu Bofors L-60 a houfnice M-102. Přesnou střelbu zabezpečuje střelecký radar Hughes AN-APG-180 umístěný v přídi.
Označení C-130K neslo 66 strojů pro Velkou Británii, které odpovídaly variantě "H", avšak s britským vybavením. V RAF létaly od října 1966 jako Lockheed Hercules C.Mk 1 ve 24., 30., 47. a 70. peruti na základně v Lynehamu, C.Mk 1P v Rakousku u Lufttransportstaffel FlR3.
Jeden stroj s označením Hercules W.Mk 2 (XV208) byl upraveny pro potřeby meteorologického průzkumu, 30 letounů bylo od roku 1980 u výrobního závodu prodlouženo o 4,57 m na standard C-130H-30. Takto upravené stroje obdržely označení Hercules C.Mk 3. Šest strojů Hercules C.Mk 1K se čtyřmi nádržemi po 4091 l v nákladovém prostoru a jednou jednotkou Mk-17B-HDU na zadní nakládací rampě, sloužilo jako tankovací letadla, 24 standardních transportních Hercules C.Mk 1Ps mělo zařízení pro tankování paliva za letu.
Z typu C-130H vychází rovněž speciální tankovací HC-130P, používaná USAF pro doplňování paliva vrtulníkům za letu ze dvou pouzder HDU zavěšenými pod nosnými plochami. Za pohonné jednotky byly vybrány čtyři turbovrtulové motory T-56-A-15, každý o výkonu 3355 kW. Pro doplňování leteckých pohonných hmot pro letouny s pevnými nosnými plochami byla určena verze KC-130H.
Letouny HC-130H byly vybaveny zařízením pro vyzvednutí nalezených osob (Fulton Recovery System). Osoba na zemi byla připnutá do popruhů s raketou vystřelovaným lanem, které bylo po určitou dobu stabilizováno ve svislé poloze padákem. Hercules zachycoval lano vysouvacími nůžkami z přídě a navíjením lana se za letu osoba vtáhla do trupu.
10 WC-130H bylo upraveno pro průzkum počasí.
Nejnovější a dosud vyráběná verze je C-130J, letoun nemá vnější palivové nádrže, je poháněný turbovrtulovými motory Allison AE2100 s 6listými vrtulemi se zakřivenými listy, v dvoumístné kabině se nacházejí čtyři displeje z tekutých krystalů. Prvním zákazníkem byla v roce 1999 Velká Británie, objednáno bylo 25 letounů 'Hercules C.Mk 4 a C.Mk 5. Dalšími zákazníky se stala Austrálie a Itálie. Celkově se konstrukce stroje oproti základním verzím nezměnila, pouze pro uživatele požadující větší kapacitu byl k dispozici prodloužený trup. Hercules také může startovat a přistávat na nerovných a neupravených plochách. Letouny jsou nabízeny rovněž s prodlouženým trupem jako vojenské C-130J-30, nebo jako civilní L-100J.
Z původního "jéčka" vznikly rovněž varianty WC-130J pro meteorologické účely, EC-130J pro vedení psychologického boje a KC-130J se systémem čerpání paliva za letu v podvěsu pod každým křídlem.
USMC provozuje KC-130F, R s turbovrtulovými motory T56-A-15 a T jako tankovací pro doplňování paliva za letu a prodloužené KC-130T-30 jako tankovací/transportní.
První civilní verze Lockheed L-100 Hercules (Model 382B) s délkou trupu 29,79 m, byla obdobou verze C-130C a svůj první let absolvovala v dubnu 1964. Letadlo poháněly turbovrtulové motory Allison-501-D22 s výkonem po 3020 kW. V roce 1968 následoval typ L-100-20 (Model 382E)s motory 501-D22A a s trupem prodlouženým o 2,54 m. Další civilní verzí byl typ L-100-30 (Model 328G) z roku 1970 s opětovně prodlouženým trupem o 2,03 m.
Stroje byly využívány v oblastech se slabou dopravní infrastrukturou nebo v těžkých klimatických podmínkách, například leteckými společnostmi Southern Air Transport, Pacific Western nebo Alaska Airlines.

## Použití
Letadlo je schopno operovat i z nerovných a nepříliš upravených ploch a hlavní roli hraje i při transportu výsadků vojsk a materiálu do nepřátelských teritorií.
Základní návrh tohoto letounu byl tak prozíravý, že dnes vyráběné modely se od prvních liší zvnějšku jen velmi málo. Ve službě je už přes čtyři desetiletí. Prototyp YC-130 poprvé vzlétl 23. srpna 1954 a mezi jeho přednosti patřila zadní sklopná nákladová rampa pro usnadnění nakládání objemných předmětů a pro zajištění co nejmenšího rozptylu vzdušných výsadků. Nosnost byla 11 340 kg nebo 92 vojáků nebo 64 parašutistů. Dalším znakem tohoto letounu byl robustní mnohokolový podvozek, jehož hlavní jednotky se zatahují do gondol na trupu a jehož výška je taková, že úroveň podlahy je v úrovni korby nákladního vozu, a hornokřídlá koncepce s konstrukcí křídla nezasahující do nákladového prostoru.
V roce 1959 následoval první z celkem 134 modelů C-130B vybavených motory Allison T-56-A-7, z nich 14 se jako modifikace WC-130B používalo pro meteorologický výzkum.

## Varianty
- C-130A – transportní letoun

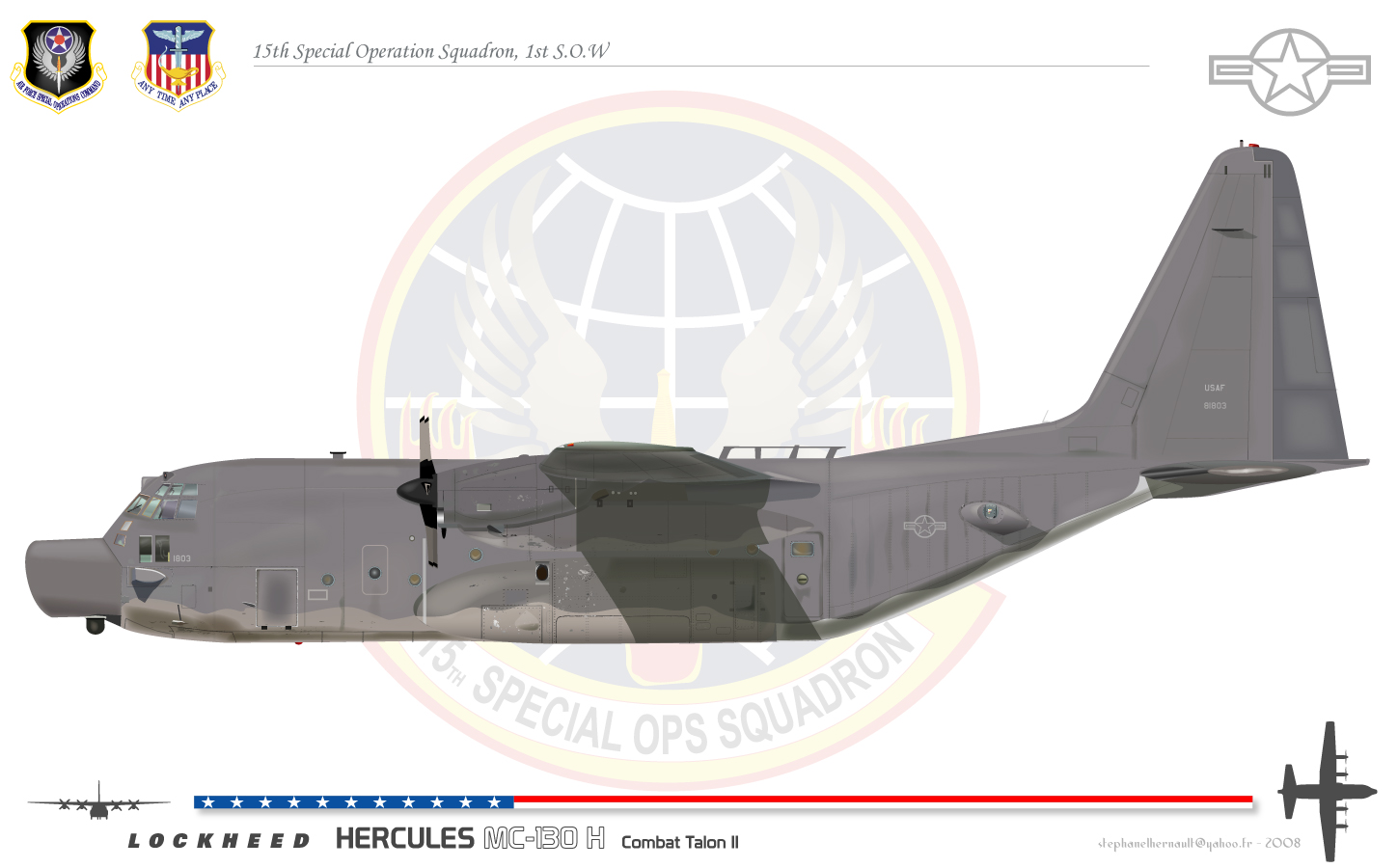
MC-130H, US Air Force, 15th Special Operation Squadron

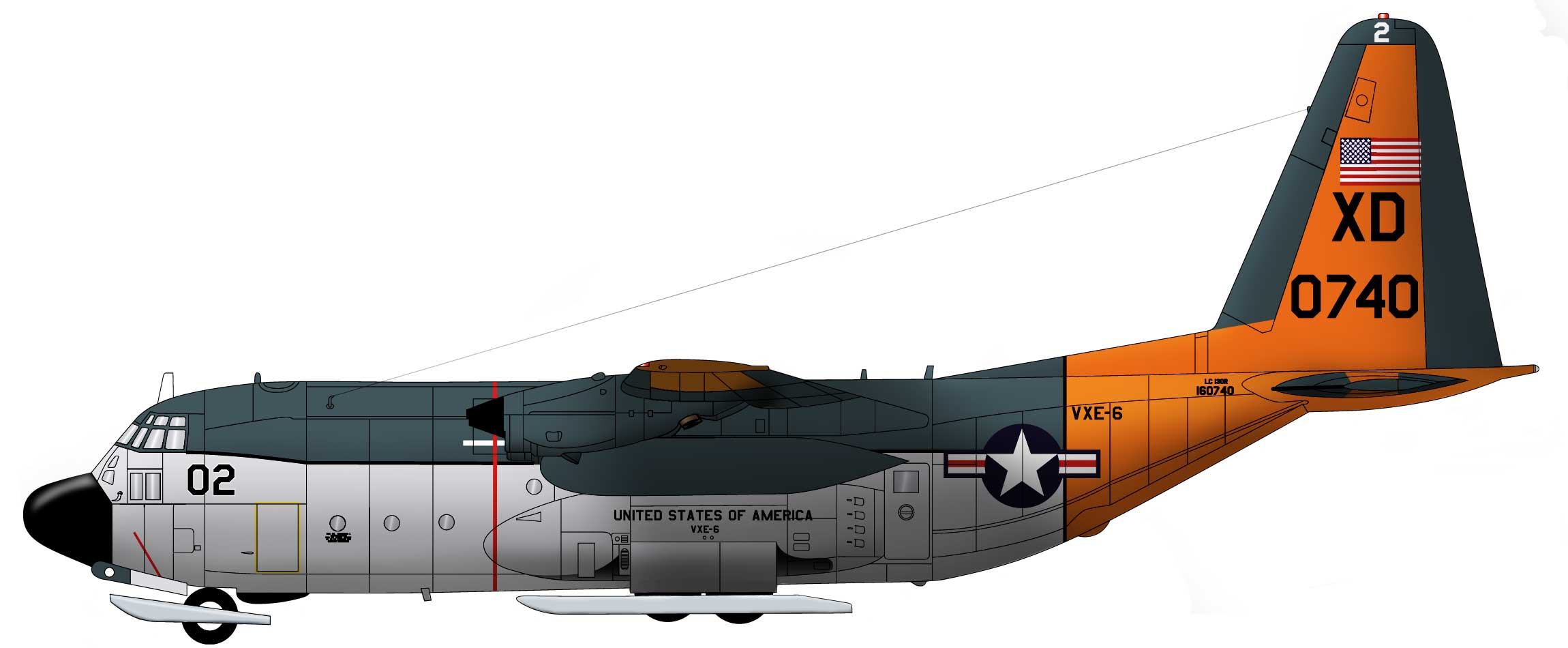
LC-130, VXE-6, United States Navy

- C-130B – transportní letoun, více paliva, motory T56-A-7
- C-130D – přestavba C-130A pro službu v Arktidě
- C-130E – transportní letoun, zesílená konstrukce, motory T56-A-7, vybaven pro doplňování paliva za letu
- C-130H – transportní letoun

- DC-130A/E/H – nosiče dronů

- AC-130
  - AC-130A – přestavba C-130A a JC-130A na letoun pro přímou palebnou podporu
  - AC-130E – přestavba C-130E na letoun pro přímou palebnou podporu
  - AC-130H – přímá palebná podpora

- EC-130
  - EC-130E/J Commando Solo – psychologické operace
  - EC-130E Airborne Battlefield Command and Control Center (ABCCC)
  - EC-130E Rivet Rider – psychologické operace
  - EC-130H Compass Call – elektronický boj
  - EC-130V – AEW&C
  - E-130J – plánovaná verze pro spojení s raketonosnými ponorkami[5]

- LC-130F/H/R – letouny s lyžovým podvozkem pro arktické operace

- MC-130
  - MC-130H Combat Talon II vznikl dalším vývojem MC-130E Combat Talon I. V řadové službě je od 17. října 1991. Stroje jsou určeny k operacím nad nepřátelským územím ve velmi malých výškách především v noci a za špatného počasí. Hlavním úkolem těchto letounů je vysazování speciálních jednotek na území protivníka, vedení psychologické války a zvláštní úkoly při pátracích operacích. Hlavním zařízením na palubě je proto v přídi instalovaný radiolokátor AN/APQ-170, který umožňuje lety v režimu kopírování terénu, elektronické mapování terénu a lze ho využít i jako povětrnostní radar. Novinkou je i infračervený senzor AN/AAQ-15 pod přídí letounu, který umožňuje lety bez palubního radiolokátoru, zejména při překonávání PVO protivníka. Combat Talon II je rovněž uzpůsoben pro shoz pumy BLU-82 o hmotnosti 6804 kg. Standardní osádku tvoří dva piloti, navigátor a člen pro vedení radioelektronického boje, palubní technik a dva palubáři, starající se o výsadek komanda, přepravovaný materiál a jeho shoz. MC-130H slouží u americké 352. Special Operations Group.
- MC-130P Combat Shadow vznikl rozhodnutím velitelství USAF z 16. února 1996 přeznačením letounů verzí HC-130N a HC-130P. Současně bylo rozhodnuto o jejich modernizaci a sjednocení odlišností na jeden standard. Letouny obdržely novou avioniku, inerciální a družicové navigační systémy, nové osvětlení kabiny a brýle pro noční vidění. 15 strojů má instalováno systém pro doplňování paliva za letu z letounů KC-135 a KC-10. MC-130P jsou opět využívány k doprovodu a jako tankovací pro vrtulníky při záchranných operacích nad územím protivníka za ztížené viditelnosti a v noci. Mohou být také nasazeny při shazování materiálu a výsadku komand. Osádku standardně tvoří dva piloti, dva navigátoři, palubní technik, operátor zajišťující komunikaci s vrtulníky a dalšími letouny a dva palubáři.

## Specifikace (C-130H)

### Technické údaje
- Posádka: 4–6
- Kapacita: 20 000 kg nákladu, nebo:
  - 92 cestujících nebo 64 vojáků
  - 74 raněných
- Rozpětí: 40,4 m
- Délka: 29,8 m
- Výška: 11,6 m
- Nosná plocha: 162,1 m²
- Hmotnost prázdného stroje: 37 650 kg
- Užitečné zatížení: 32 650 kg
- Maximální vzletová hmotnost: 70 300 kg
- Pohonné jednotky: 4× turbovrtulový motor Allison T56-A-15, každý o výkonu 3210 kW

### Výkony
- Maximální rychlost: 640 km/h
- Cestovní rychlost: 540 km/h
- Dolet: 3800 km
- Dostup: 10 000 m